# Das magische Labyrinth

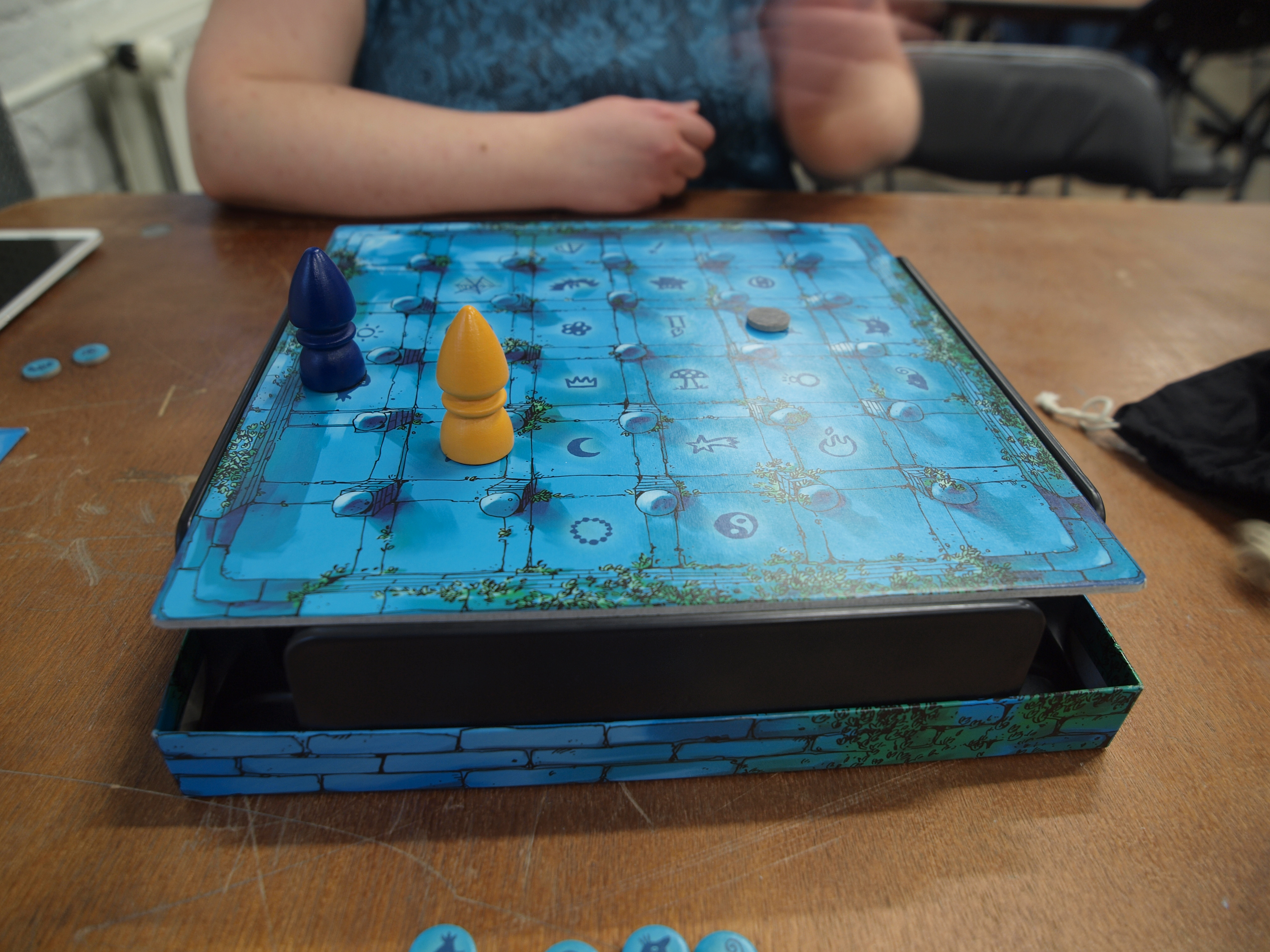
Das magische Labyrinth mit zwei Spieler

Das magische Labyrinth ist ein Kinder- und Familienspiel des Spieleautors Dirk Baumann. Das Spiel für zwei bis vier Spieler ab sechs Jahren dauert etwa 20–30 Minuten pro Runde. Es ist im Jahr 2009 bei Drei Magier Spiele erschienen und gewann den Kritikerpreis Kinderspiel des Jahres 2009.

## Thema und Ausstattung
Bei dem Spiel geht es um ein Wettrennen mehrerer junger Zauberer in einem unsichtbaren Labyrinth, in dem sie magische Symbole sammeln müssen. Der Inhalt der Spieleschachtel besteht neben der Spielanleitung aus:
- einem Schachtelboden mit einem Raster für ein unterirdisches Labyrinth
- einem Spielplan, der eine Bodenplatte darstellt
- 4 Spielfiguren mit Magnetfuß
- 4 Metallkugeln
- 24 Mauerteile aus Holz
- einem sechsseitigen Würfel
- 24 Chips mit Symbolen
- einem Stoffbeutel

## Spielweise
Für den Aufbau des Spielfeldes wird zunächst das Raster für das unterirdische Labyrinth in den Schachtelboden gelegt. Darin wird mit den hölzernen Mauerteilen ein Labyrinth angelegt und dieses mit dem Spielplan, auf der die magischen Symbole abgebildet sind, als Bodenplatte abgedeckt und verdreht. Danach wählt jeder Mitspieler eine Farbe und bekommt die entsprechende, farbige Spielfigur. Diese stellt er auf das Startfeld der Bodenplatte und befestigt darunter die Stahlkugel, die durch den Magneten im Fuß der Figur gehalten wird. Die Spielchips mit den magischen Symbolen werden in den Stoffbeutel gegeben, danach wird ein Chip gezogen und als Zielmarkierung auf das entsprechende Symbol auf dem Spielplan gelegt.
Der Startspieler würfelt und zieht dann seine Figur entsprechend der Würfelzahl auf dem Spielfeld in horizontaler und vertikaler Richtung. Sobald er dabei gegen eine unterirdische Mauer stößt, verliert er die Kugel und stellt seine Figur zurück auf das Startfeld. Nach dem Zug ist der nächste Spieler an der Reihe. Sobald ein Spieler den Chip auf dem Spielplan erreicht hat, darf er diesen an sich nehmen, einen neuen Chip ziehen und als neues Ziel auf dem Spielplan platzieren. Das Spiel endet, wenn ein Spieler fünf Chips erreicht hat. Er ist der Gewinner der Runde.

## Rezeption und Erweiterungen
Das Spiel Das magische Labyrinth gewann 2009 den Kritikerpreis Kinderspiel des Jahres und in Schweden wurde es im Folgejahr Kinderspiel des Jahres (Årets Spel 2010). Zudem wurde es in zahlreichen weiteren Auszeichnungen nominiert.
Aufgrund des Erfolges erschien 2010 eine Kartenspielversion des Spieles. 2011 wurde das Spiel zudem durch ein Erweiterungspaket ergänzt. Letzteres enthielt zusätzliches Spielmaterial wie mehrere magnetische Wände sowie jeweils vier Zauberstäbe, Zaubertränke und Nachtmützen.

## Belege
1. 1 2  Dirk Baumann: Spielanleitung Das magische Labyrinth. (PDF; 7,7 MB) In: brettspiele-report.de. Abgerufen am 26. September 2021.
2. ↑  Das magische Labyrinth auf der Website des Spiel des Jahres e.V.; abgerufen am 16. Dezember 2016